# トリエチルボラン
トリエチルボラン（英: Triethylborane, TEB）またはトリエチルボリン、トリエチルボロンは、有機ホウ素化合物（有機金属化合物）の一つでヒドロホウ素化反応によって生成される。エーテルのような臭気をもつ黄色がかった透明の液体で、分子式は(CH3CH2)3Bである。
トリエチルボランは強力な自然発火性物質で、空気中では淡く澄んだ緑色の炎をあげて燃焼する。消火の際は二酸化炭素または粉末消火剤を使う。
使用例
- アメリカ空軍の戦略偵察機SR-71ブラックバードの燃料点火剤として使われた。これはSR-71のエンジンが通常のジェット燃料より発火点が高い専用のJP-7を用いているため、始動時およびアフターバーナー点火時にトリエチルボランを使用していた[1]。

- アメリカ合衆国の民間企業スペースX社により開発されたロケット、ファルコン9の点火剤